# Мост Понятовского
Мост Понятовского (пол. most Poniatowskiego) — мост через Вислу в Варшаве (Польша) на центральной улице города, Иерусалимские аллеи. Соединяет западный район Воля с районом Прага на другой стороне реки (сразу за мостом там расположен Национальный стадион).

## История
Мост Понятовского был построен в 1905—1913 годах по проекту архитекторов М. Марчевского и Б. Плебиньского. Работы по сооружению моста выполнила компания «K. Rudzki i S-ka». Мост был продолжением одной из главных улиц центра Варшавы — Иерусалимских аллей. Прежнее название — Николаевский мост в честь российского императора Николая II, хотя варшавяне называли его III мостом.
Во время Первой мировой войны в 1915 мост был взорван. После окончания войны был временно восстановлен, но через год сгорел. Реконструкция моста состоялась после того, как Польша вновь обрела независимость, в 1921—1927 годах. Тогда же был назван в честь польского князя, генерала, маршала Франции, участника восстания Костюшко Юзефа Понятовского .
Во время Второй мировой войны, 13 сентября 1944 года, в ходе Варшавского восстания, немцы взорвали все мосты в Варшаве, в том числе и мост Понятовского, с целью обороны города перед приближающимися советскими войсками и частями Войска польского.
Мост был восстановлен в 1949 году. Властями ПНР осуществлено несколько реконструкций моста.
В 1963—1960 годах мостовое дорожное покрытие было расширено и через него проложена трамвайная линия.

## Галерея

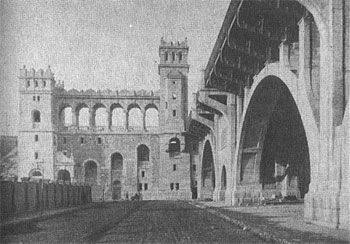
Николаевский мост 1914 г.
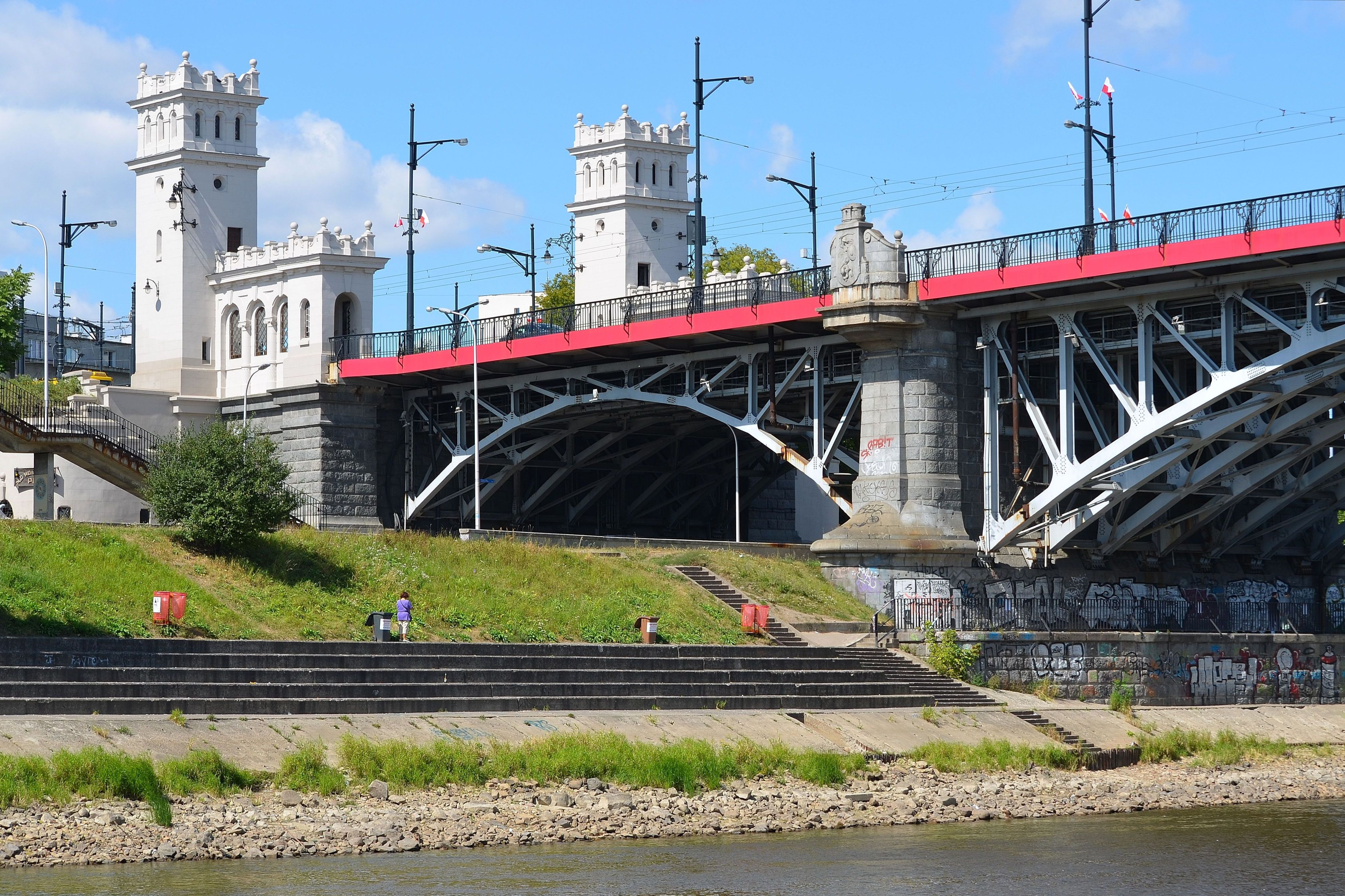
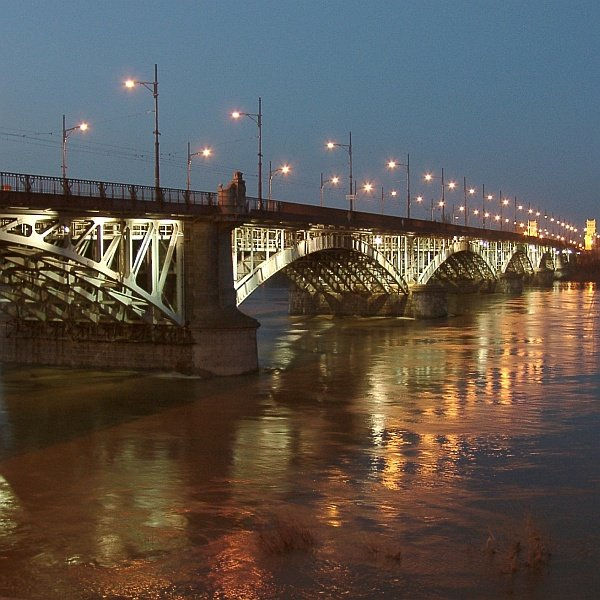
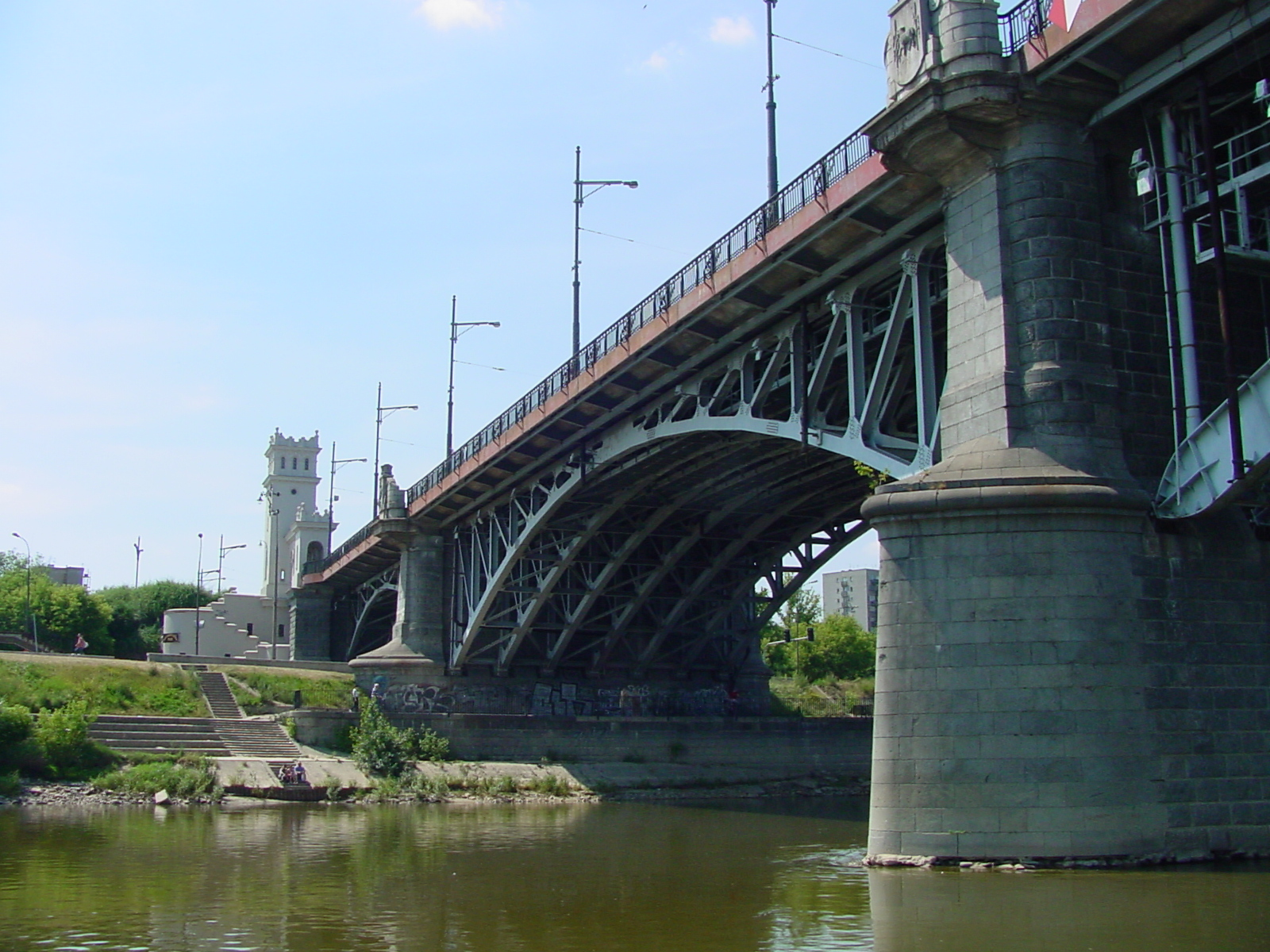
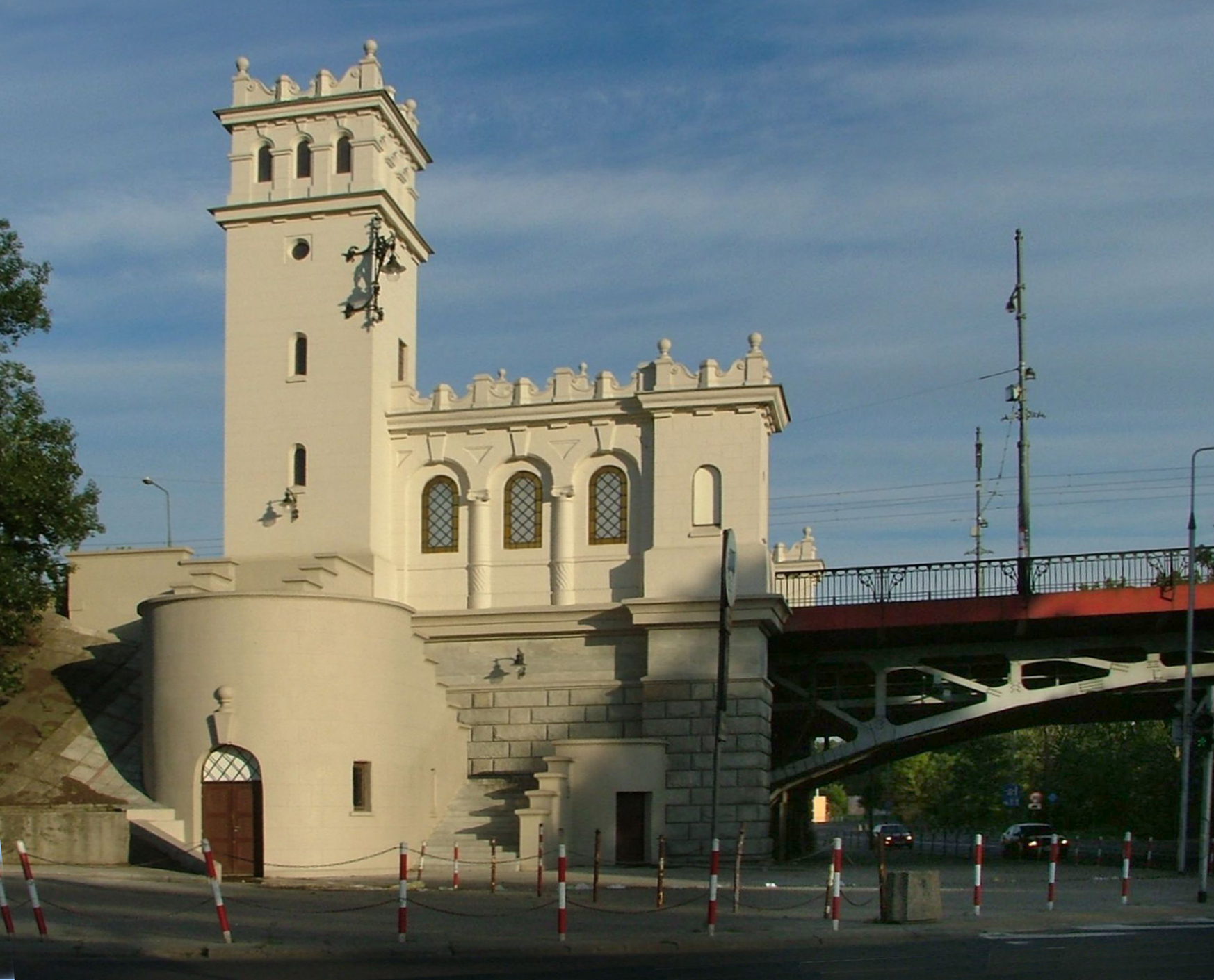
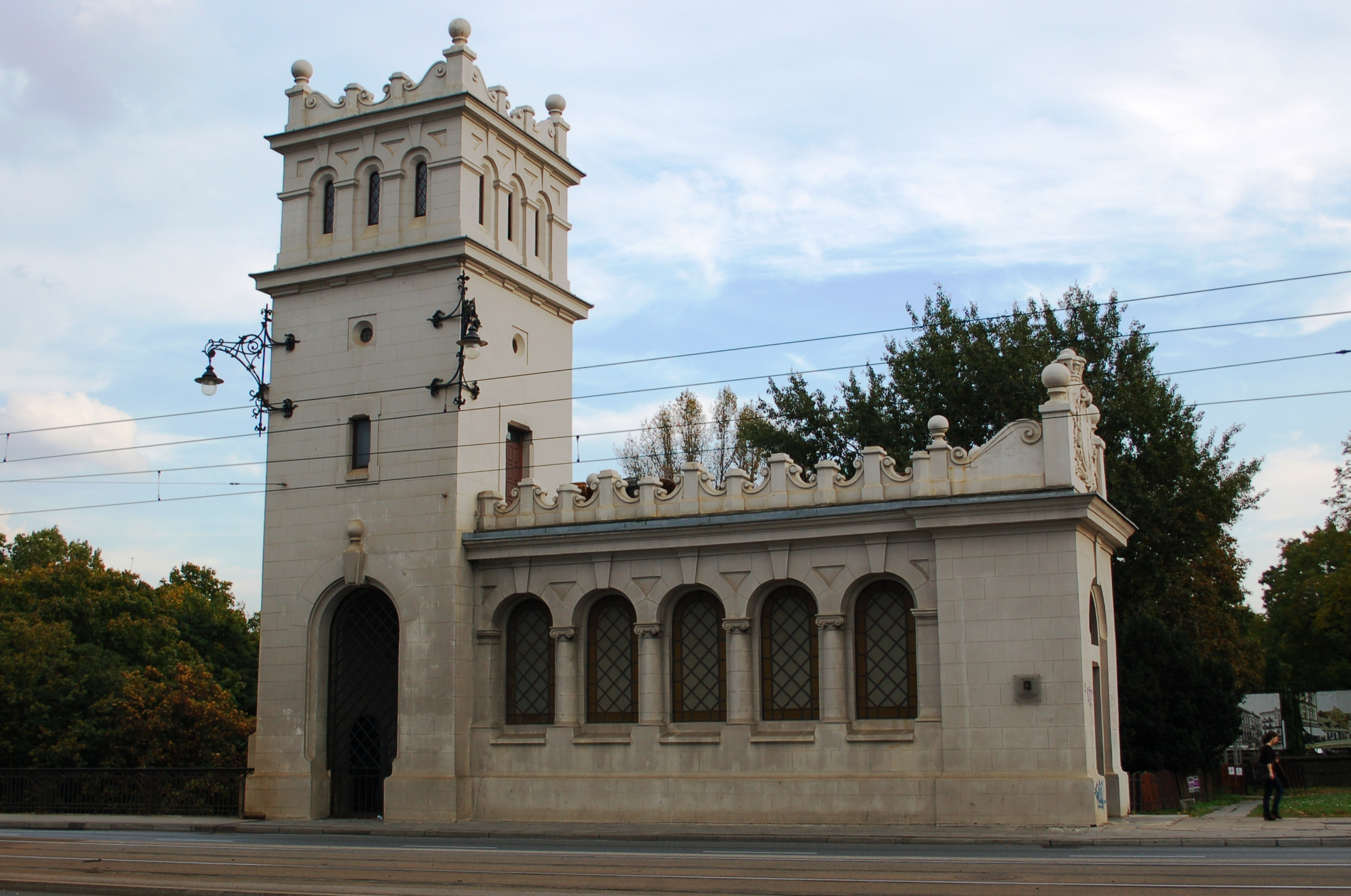